# Cedric Richmond
Cedric Levon Richmond, född 13 september 1973 i New Orleans i Louisiana, är en amerikansk demokratisk politiker. Han var ledamot av USA:s representanthus 2011–2021.
Richmond gick i Benjamin Franklin High School i New Orleans, avlade 1995 kandidatexamen vid Morehouse College och 1998 juristexamen vid Tulane University. Han besegrade sittande kongressledamoten Joseph Cao i kongressvalet 2010.

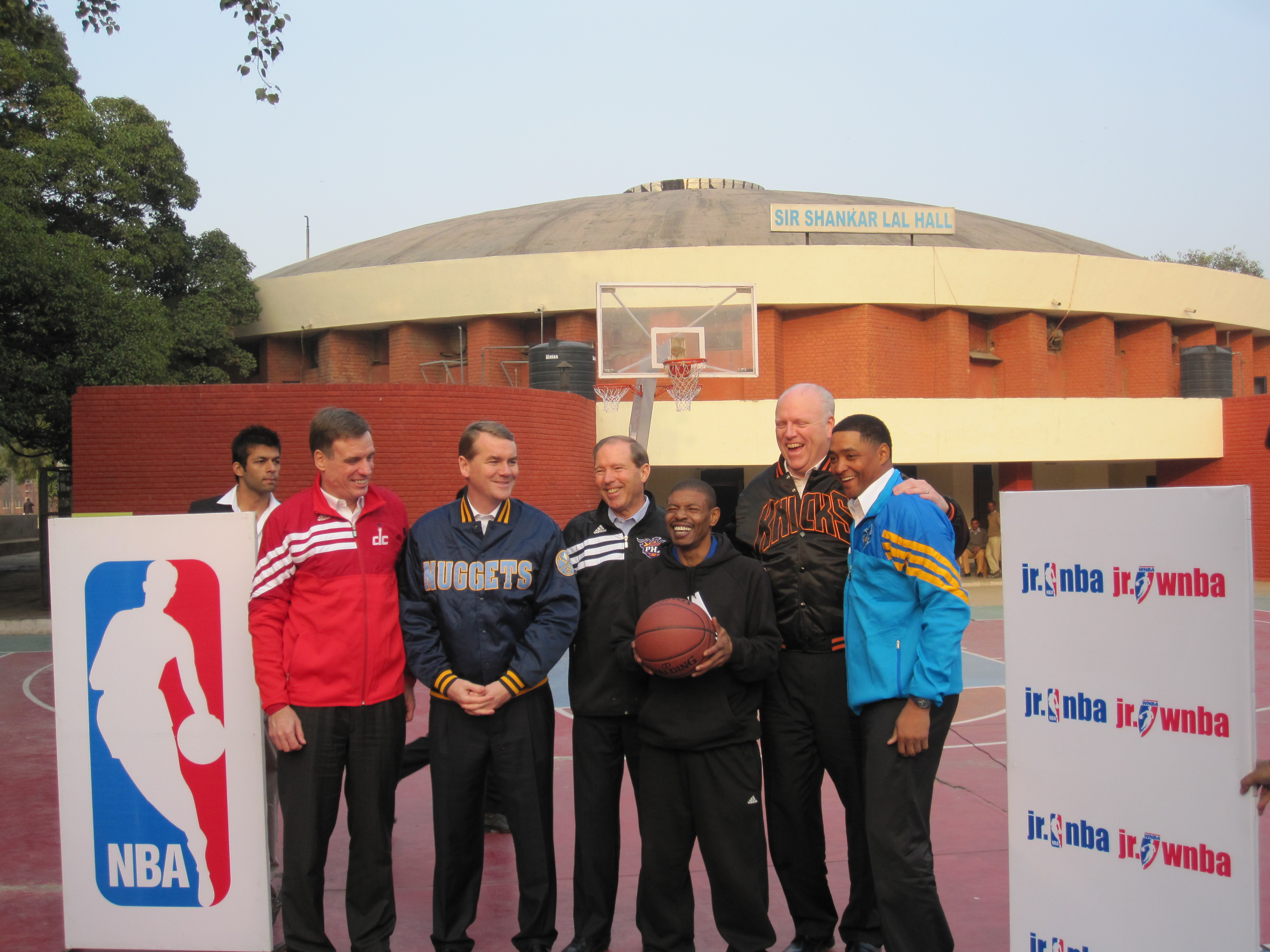
Mark Warner, Michael Bennet, Tom Udall, Muggsy Bogues, Joseph Crowley och Cedric Richmond.